# Robert Leruth
Robert J.N. Leruth (14 octobre 1912 - 11 juin 1940) est un biospéologue belge, connu pour avoir été le pionnier de la discipline dans ce pays en réalisant les premières découvertes dès le début des années 1930 avant une mort jeune dans les premiers jours de la Seconde Guerre mondiale. Il publie, un an avant sa mort, un unique ouvrage sur la faune cavernicole de Belgique, jugé « remarquable » par ses pairs modernes.

## Biographie
Il obtient un doctorat sous la direction de Louis Verlaine (1889-1939), professeur de physiologie et de psychologie animales mais avant tout entomologiste spécialiste des hyménoptères et membre du Cercle des Entomologistes Liégeois.
Durant sa carrière de biospéologue, Robert Leruth explore 47 cavités belges en une centaine de visites.

## Posthumat
Otto Schubart publie en 1935 et en 1936 respectivement les articles Die in Belgische Hohlen von Robert Leruth gesamelten Diploten et Die in Belgische Hohlen von Robert Leruth obsarwelten Chilopoden und Symphylen, à partir des diploures, chilopodes et les symphyles trouvés par Leruth. En 1939, Paul Remy publie un article sur les pauropodes récoltés par Leruth. Jacques Denis publie en 1952 un ouvrage intitulé Araignées récoltées en Roumanie par Robert Leruth, avec un appendice sur quelques araignées cavernicoles de Belgique, se fondant également, comme son titre l'indique, sur les découvertes de Leruth.

### Taxons nommés en son honneur
Plusieurs taxons cavernicoles ont été nommés en son honneur :
- Centromerus leruthi Fage, 1933, dont il a récolté les holotypes
- Microniphargus leruthi Schellenberg, 1934
- Asellus cavaticus leruthi Arcangeli, 1935
- Pholcus leruthi Lessert, 1935
- Pseudocandona leruthi (Klie, 1936)
- Cryptocandona leruthi Klie, 1936
- Elaphoidella leruthi Chappuis, 1937
- Trichodrilus leruthi Hrabe, 1937
- Chthonius leruthi Beier, 1939
- Pauropus bagnalli var. leruthi Remy, 1939
- Trichocladius leruthi Goetghebuer, 1939
- Oxytate leruthi (Lessert, 1943)
- Metajapyx leruthi Silvestri, 1949
- Leptogamasus leruthi (Cooreman, 1951)
- Messala leruthi Tollet, 1955
- Bolitophila leruthi (Tollet, 1955)
- Pelodrilus leruthi Hrabe, 1958

### Liste des publications
Articles
- (fr) « Exploration biologique des cavernes de la Belgique et du Limbourg hollandais: XIVè contribution », Natuurhistorisch Maandblad, vol. 22,‎ 1933, p. 120
- (fr) « Exploration biologique des cavernes de Belgique et du Limbourg hollandais », Natuurhistorisch Maandblad, vol. 23, no 12,‎ 1934, p. 1-159
- (fr) « Exploration biologique des cavernes de Belgique et du Limbourg hollandais (XVIIè contribution - Arachnida) », Bulletin du Musée Royal d'Histoire Naturelle de Belgique, vol. 11, no 39,‎ 1935, p. 1-31
- (fr) « Phoridés cavernicoles de Belgique (ins. dipt.) », Bulletin du Musée Royal d'Histoire Naturelle de Belgique, vol. 12, no 36,‎ 1936, p. 1-23
- (fr) « Études biospéléologiques: I. Isopoda (Crustacea) », Bulletin du Musée Royal d'Histoire Naturelle de Belgique, vol. 28, no 2,‎ 1937, p. 1-25
- (fr) « Études biospéologiques. La Faune de la nappe phréatique du gravier de la Meuse à Hermalle-sous-Argenteau », Bulletin du Musée royal d'histoire naturelle de Belgique, vol. 14, no 41,‎ 1938, p. 1-13
- (fr) « Études biospéologique. XII. Remarques écologiques et biologiques sur des Stations visitées en Roumanie », Bulletin du Musée royal d'histoire naturelle de Belgique, vol. 15, no 36,‎ 1939
- (fr) avec F. Lengersdorf « Études biospéologiques. XIX. Sciaridae (=Lycoriidae) et Mycetophilidae (=Fungivoridae), Cavernicoles de Transylvanie (Diptera) », Bulletin du Musée royal d'histoire naturelle de Belgique, vol. 16, no 6,‎ 1940
- (fr) « Études biospéologiques. XXVII (1). Phoridae cavernicoles de Transylvanie. (Diptera) », Bulletin du Musée royal d'histoire naturelle de Belgique, vol. 17, no 29,‎ 1941, p. 8

Ouvrages
- La biologie du domaine souterrain et la faune cavernicole de la Belgique, Bruxelles, Musée royal d'histoire naturelle de Belgique, coll. « Mémoires du Musée royal d'histoire naturelle de Belgique » (no 87), 1939, 506 p.